# Palais Orio Semitecolo Benzon
Le palais Orio Semitecolo Benzon est un palais gothique de Venise, en Italie, construit au XIVe siècle. Le palais est situé dans le quartier de Dorsoduro et surplombe le Grand Canal entre la Casa Santomaso et le palais Salviati.

## Histoire
Construit par la famille Orio de l'ancienne noblesse, le palais a été uni au palais Salviati lors de la construction de ce dernier au début du XXe siècle .

## Architecture
La façade, caractérisée principalement par des formes gothiques des XIVe et XVe siècles, présente des caractéristiques différentes à chaque étage. Le premier étage noble comporte quatre fenêtres à balustres et deux monophores latéraux soutenus par des piliers et des balcons en saillie. Le deuxième étage noble a un balcon en saillie ,. Le dernier étage a été ajouté au XIXe siècle et est plutôt sans relief . Le portail d'eau a un cadre denté et porte un bouclier de la famille Benzoni, datant des XIVe et XVe siècles et fait en pierre d'Istrie.

## Galerie

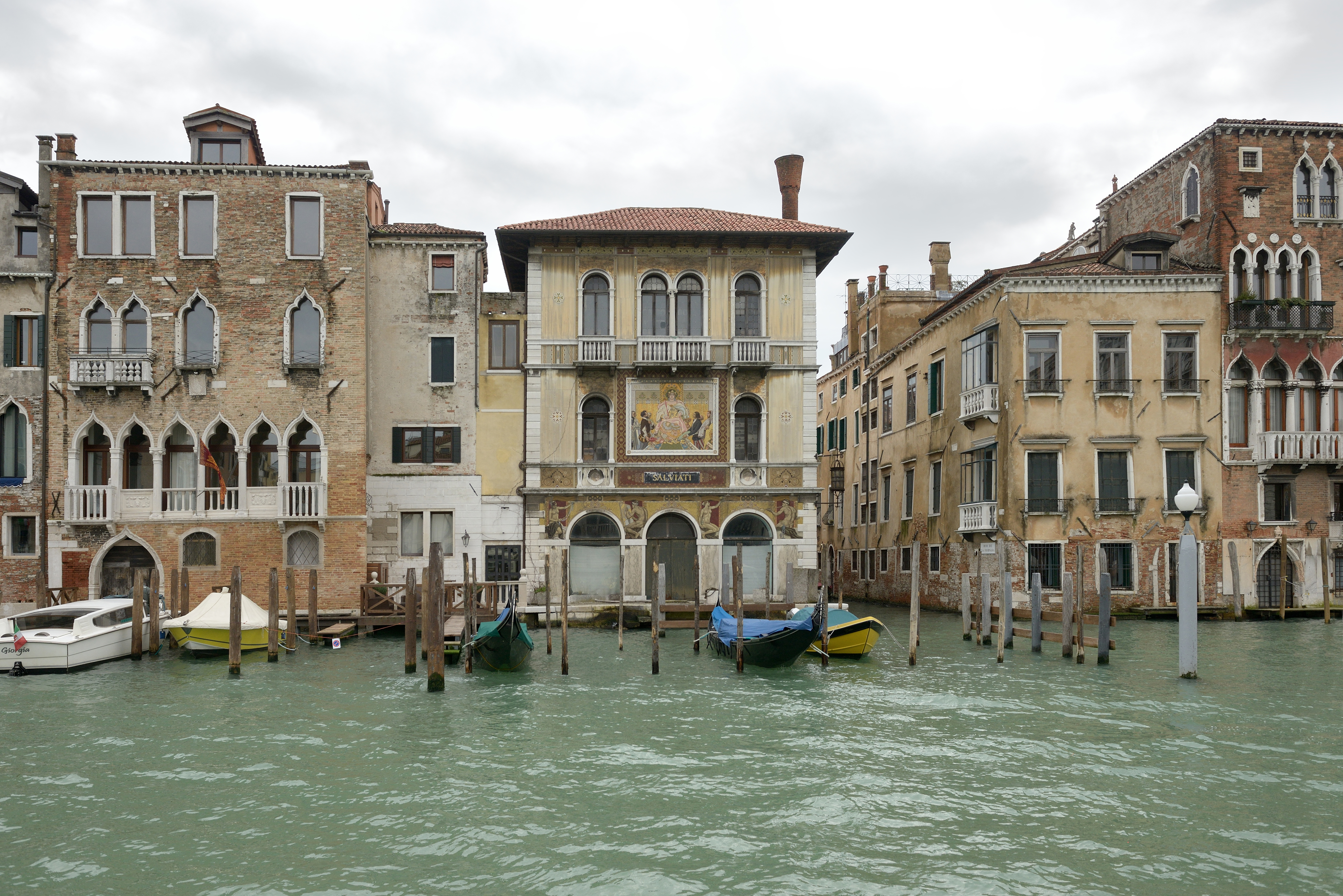
Palais Orio, Salviati et Barbaro ; façades sur le Grand Canal.
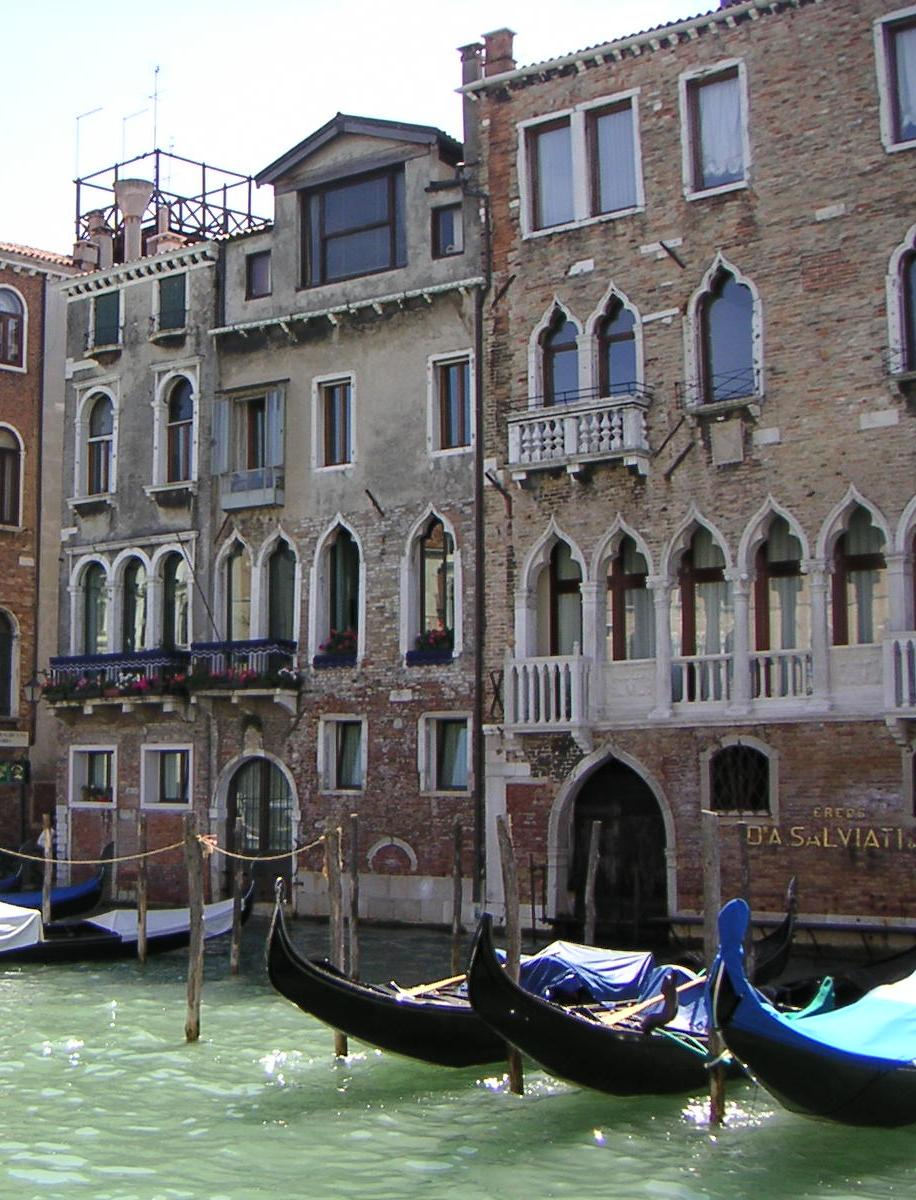
Détails de la façade